# ХПС (футбольный клуб)
«Хельсингин Паллосеура» или ХПС — футбольный клуб из Хельсинки, Финляндия, основанный в 1917 году. Вначале ХПС принимал активное участие в нескольких видах спорта, включая футбол, хоккей, гандбол и баскетбол. В настоящее время ХПС является исключительно футбольным клубом. Исторически сложилось так, что ХПС является одним из самых успешных футбольных клубов в Финляндии, он выиграл восемь национальных чемпионатов в 1920—1930-х и один в 1957 году. Однако в настоящее время команда играет в четвёртом по силе дивизионе. Наиболее известными игроками ХПС были Уильям Канерва, Аулис Копонен, Макс Вииниокса, Кай Пальман, Юрки Хелискоски и Пертти Аладжа.

## История

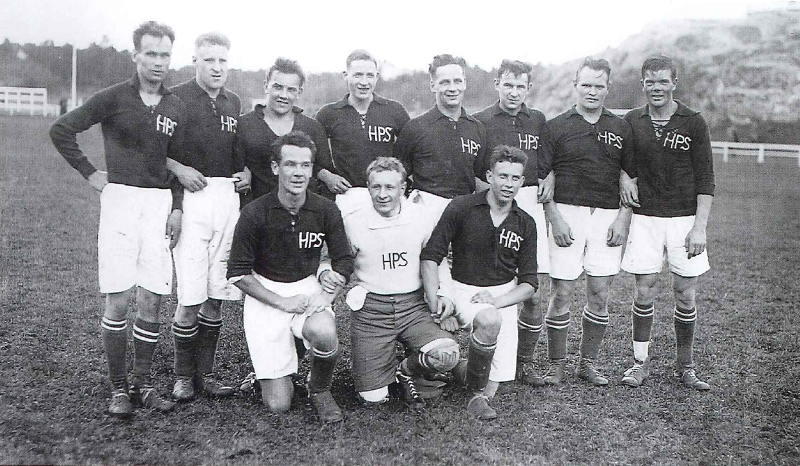
Чемпионский состав ХПС 1927 года.

Первый футбольный матч ХПС сыграл в сентябре 1918 года против ХИФК. Три года спустя в 1921 году клуб выиграл свой первый финский чемпионат. Он также выиграл чемпионат Местарууссарджа в 1922, 1926, 1927 и 1929 годах. Однако золотой век клуба пришёлся на 1930-е, когда ХПС выиграл три чемпионата в течение четырёх лет (1932, 1934 и 1935 года). Залогом успеха того времени было также наличие в клубе большого количества игроков, имевших опыт выступлений за финскую национальную сборную. В 1940-х процветанию клуба помешали военные события. В 1940/41 сезоне ХПС финишировал внизу турнирной таблицы Местарууссарджы и был понижен в классе, но вернулся обратно в 1943/44 сезоне.
ХПС снова был понижен в 1949 году и не играл в Местарууссардже до 1956 года. В последний раз он выиграл чемпионат в 1957 году. Годом позже ХПС не смог повторить успех, он финишировал с одинаковым количеством очков с КуПС. В золотом матче победу с минимальным счётом одержал КуПС. Тем не менее, в сезоне 1958/59 клуб сыграл во втором раунде Кубка европейских чемпионов, где с общим счётом 7:0 проиграл «Реймсу». В 1962 году клуб выиграл единственный в своей истории кубок Финляндии по футболу. Таким образом, в сезоне 1963/64 ХПС участвовал в Кубке обладателей кубков, клуб был разгромлен с общим счётом 12:2 братиславским «Слованом». ХПС оставался в высшей лиге до 1964 года, когда он был понижен в классе, это был последний сезон клуба в элите финского футбола.
Затем последовало постепенное движение вниз, ХПС колебался между Юккёненом, Какконеном и Колмоненом (1-3 дивизионами). В 1997 году ХПС вернулся в Какконен и по итогам сезона достиг плей-офф, где в обоих матчах против ХИФК были зафиксированы ничьи (0:0 и 1:1). Однако ХПС уступил по правилу выездного гола. Вскоре в клубе начался кризис, в 1999 году ХПС отказался от своего места в Какконене из-за экономических трудностей и не имел другого выбора, кроме как перейти в 2000 году в самый низкий седьмой дивизион (Сеиска). Однако за последние 10 лет клуб пять раз повышался и лишь однажды понижался в классе, и теперь снова играет в Колмонене.

## Молодёжный футбол
В клубе действует молодёжная секция, включающая большое количество команд, которые насчитывают около 700 игроков. Молодёжный футбол рассматривается как ключ к созданию прочной основы для развития клуба в будущем. Целью данной инициативы является предложение футбола в качестве хобби для детей и подростков. Также ключевыми аспектами являются образовательная функция, работа в команде и другие.

## Достижения
- Вейккауслига
  - Чемпион (9): 1921, 1922, 1926, 1927, 1929, 1932, 1934, 1935, 1957
  - Вице-чемпион (6): 1920, 1924, 1931, 1936, 1945, 1958
  - Бронзовый призер (2): 1930, 1948
- Кубок Финляндии
  - Победитель (1): 1962